# Gastronomía del sur de la India

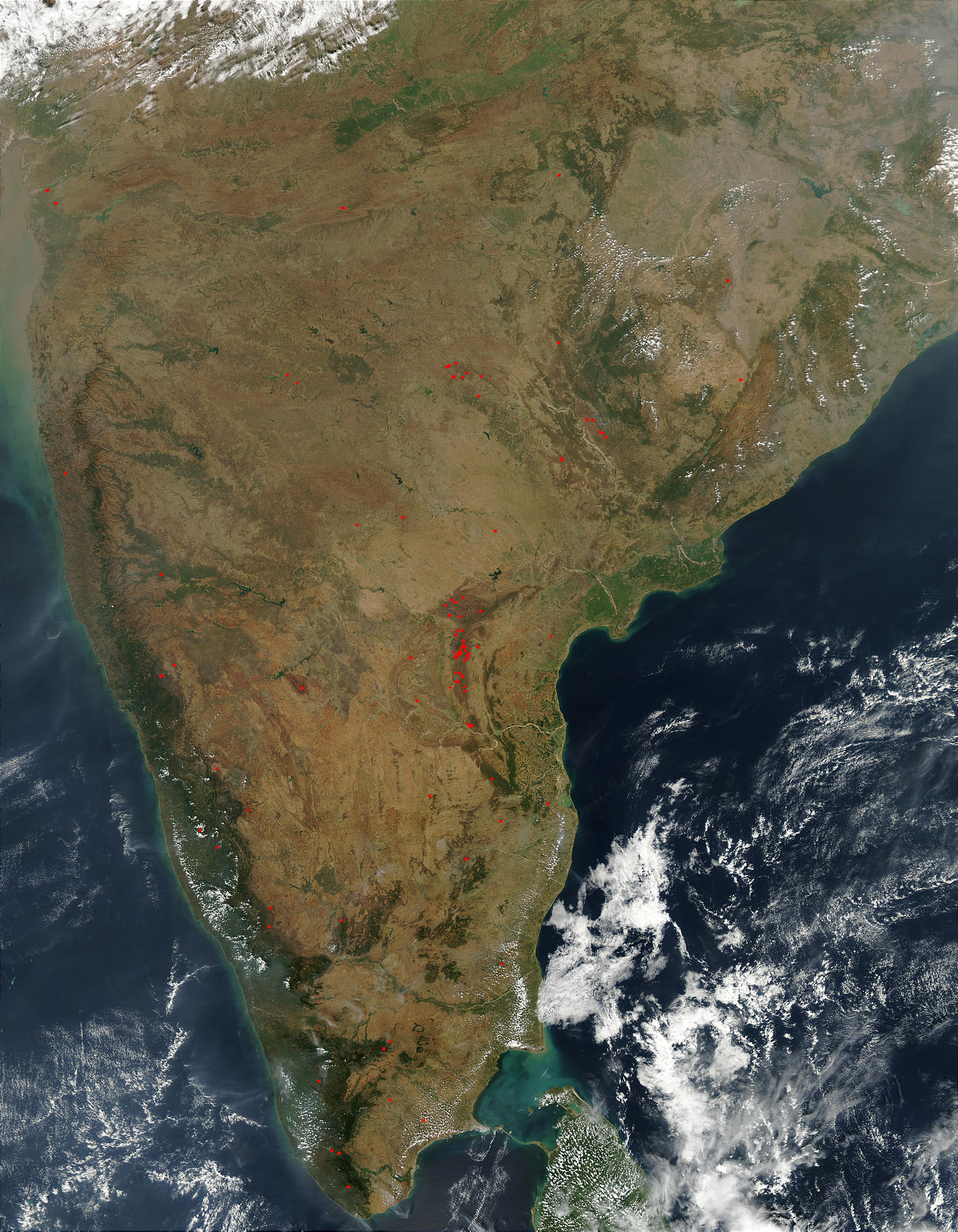
sur de la India visto desde el espacio.

La gastronomía del sur de la India es un término empleado para particularizar la gastronomía de las cuatro regiones de Andhra Pradesh, Karnataka, Kerala y Tamil Nadu ubicadas al sur del territorio de la India. La expresión se suele utilizar como oposición a la cocina del norte de la India.

## Las regiones

### Andhra Pradesh
Es descrita a veces como la más especiada de los cuatro estados del sur de la India, se caracteriza por el empleo de chili en polvo (Guntur) y tamarindo. Los platos más famosos de esta región son : el pesarattu, pulihora (o pulihaara), el gongura, el encurtido de avakkai (a base de mango) y el Hyderabad biryani.

### Karnataka
Definida como la más suave (en términos de uso de especias) de los cuatro estados del sur. Se emplea deforma generosa el azúcar de palma o marrón. El porcentaje de vegetarianos es mayor que en otras regiones, marcada quizás por la Gastronomía Udupi dando forma a la cocina de Karnataka. Algunos platos típicos son: Bisi bele bath, Ragi rotti, Akki rotti, Saaru, Vangi Bath, Khara Bath, Kesari Bath, Davanagere Benne Dosa, Ragi mudde y el Uppittu. La famosa Masala Dosa da lugar a la cocina Udupi. El Rave Idli, Mysore Masala Dosa y el Maddur Vade son muy populares en el sur de Karnataka. El distrito Coorg es famoso por sus variedades de currys de cerdo mientras que en la zona costera abunda mucho pescado y marisco. entre los dulces se tiene: Mysore Pak, Dharwad pedha, Pheni, Chiroti.

### Kerala
Debido a que Kerala es uno de los principales exportadores de coco, se puede decir que muchos de los platos de esta región están asociado directamente, o indirectamente, con esta fruta. En Kerala existen muchos platos con marisco, adaptados algunas veces para los vegetarianos. Entre los platos se tiene: olan, paalpradaman, nendarangai chips, aviyal.

### Tamil
Algunos platos son: idli, sambhar, vadai, rasam, thayir sadam (arroz con yogur), thayir vadai (frituras remojadas en yogur), kootu (elaborado con cualquier verdura), poriyal, murukku, uthappam, idiappam, appalam y papadum (patatas fritas).